# Santiago Abascal Conde

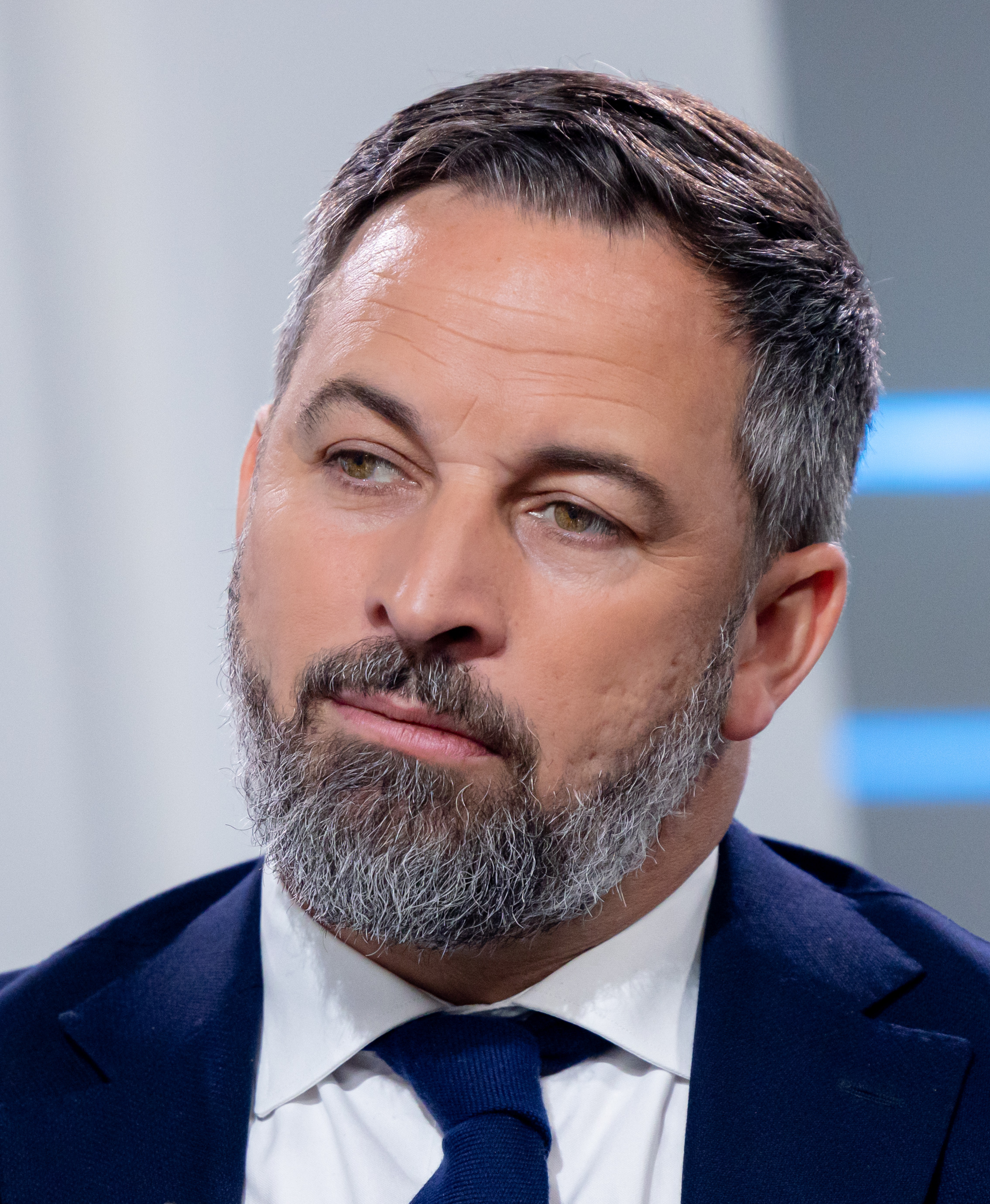
Abascal, 2023

Santiago Abascal Conde (* 14. April 1976) ist ein spanischer Politiker, seit September 2014 der Vorsitzende der rechtspopulistischen und nationalkonservativen politischen Partei Vox. Abascal ist seit 2019 Mitglied des spanischen Abgeordnetenhauses (Congreso de los Diputados) und vertritt Madrid.
Vor der Gründung von Vox war Abascal lange Mitglied der konservativen Partido Popular, war Abgeordneter im Baskischen Parlament, gründete die spanisch-nationalistische Fundación para la Defensa de la Nación Española (Stiftung zur Verteidigung der spanischen Nation, abgekürzt DENAES auf Spanisch) und bekleidete Positionen als Leiter öffentlich finanzierter Einrichtungen der Autonomen Gemeinschaft Madrid.

## Biografie

### Frühes Leben
Abascal wurde in Bilbao geboren. Er stammt aus einer Familie prominenter Politiker in der Provinz Álava: Sein Vater Santiago Abascal Escuza war Politiker und Mitglied der Partido Popular, und sein Großvater Manuel Abascal Pardo war von 1963 bis 1979 Bürgermeister von Amurrio während der Diktatur von Franco und des Übergangs Spaniens zur Demokratie. Aufgrund ihrer politischen Tätigkeit wurde Abascals Familie regelmäßig von der terroristischen Gruppe ETA bedroht. 2003 schloss er ein Soziologie-Studium an der Universität von Deusto ab.

### Politische Karriere
Er trat im Jahr 1994 im Alter von 18 Jahren der Volkspartei (Partido Popular, PP) bei. Abascal war Stadtrat in Llodio für zwei Amtszeiten (1999–2007). Er diente im Baskischen Parlament von Januar 2004 bis Februar 2005 und vertrat Álava. Später war er erneut von Oktober 2005 bis Januar 2009 in der Regionalregierung tätig.
Nachdem er die baskische Politik verlassen hatte, fand Esperanza Aguirre, die regionale Präsidentin der Autonomen Gemeinschaft Madrid, eine Position für ihn in der Region, indem sie ihn für das Amt des Direktors der Datenschutzbehörde der Autonomen Gemeinschaft Madrid (2010–2012) auswählte. Abascal wurde später in eine weitere Position als Direktor der Stiftung für Patronage und Soziale Unterstützung (2013) berufen, einer öffentlich finanzierten Einrichtung ohne bekannte Aktivität während Abascals Amtszeit.
Abascal verließ die PP im Jahr 2013 und half bei der Gründung einer neuen Partei namens Vox, die am selben Tag gegründet wurde, an dem die Stiftung für Patronage und Soziale Unterstützung aufgelöst wurde. Nachdem Vox bei den Europawahlen im Mai 2014 keine Sitze gewonnen hatte, folgte innerhalb der Partei ein innerer Streit zwischen einer Fraktion, die von Parteimitgliedern wie Ignacio Camuñas, José Luis González Quirós und Alejo Vidal-Quadras vertreten wurde, und einer Hardliner-Fraktion, zu der Abascal sowie andere Vertreter der DENAES Foundation gehörten. Die moderate Fraktion entfernte sich von der Partei, und Abascal wurde 91 % der Stimmen zum neuen Vorsitzenden von Vox gewählt.
Abascal ist seit Mai 2019 Mitglied des spanischen Abgeordnetenhauses (Congreso de los Diputados), wo er Madrid vertritt. Seine Partei belegte bei den Wahlen für den 14. Kongress den dritten Platz, was von der BBC als „Aufschwung der extremen Rechten“ bezeichnet wurde.
Während der Wahlkämpfe für die Regionalwahlen im Baskenland und in Katalonien in den Jahren 2020 und 2021 wurden mehrere Wahlveranstaltungen mit Abascal als Redner von radikalen politischen Gegnern angegriffen, mit der Begründung, dass diese Veranstaltungen von Vox eine Provokation darstellten.

## Politische Standpunkte
Abascals politisches Programm für 2018 umfasst die Ausweisung aller illegalen Einwanderer, den Bau von „undurchdringlichen Mauern“ in den spanischen afrikanischen Exklaven Ceuta und Melilla, das Verbot des Unterrichts des Islam, die Verherrlichung „nationaler Helden“, die Abschaffung aller regionalen Parlamente und die Ablehnung des katalanischen Nationalismus. Er nutzte 2019 anti-muslimische Rhetorik und rief zur neuen Reconquista oder Rückeroberung Spaniens auf.
Er hat auch Enttäuschung gegenüber Marokko und dessen Handhabung der Grenze zum Ausdruck gebracht, indem es illegalen Einwanderern das Überqueren erlaubt. Dies hat zu Gesprächen über den Status der spanischen Sahara geführt. Abascal hat einen anderen Ansatz dazu geäußert (im Gegensatz zu anderen Parteien, die dafür plädieren, sie an Marokko abzutreten): Er glaubt, dass das Volk der Demokratischen Arabischen Republik Sahara das Recht auf Selbstbestimmung hat, mit der Hoffnung, sich dafür zu entscheiden, als spanische Sahara zu verbleiben und zu integrieren.
Abascal befürwortet die Leugnung des Klimawandels und ist der Meinung, dass die globale Erwärmung der „größte Schwindel der Geschichte“ sei. Er ist gegen die von den Vereinten Nationen formulierten Ziele für nachhaltige Entwicklung, die als Agenda 2030 bezeichnet werden.
In wirtschaftlichen Angelegenheiten beansprucht er das Erbe des ehemaligen Ministerpräsidenten José Maria Aznar (1996–2004) der PP und unterstützt eine wirtschaftsliberale und fiskalisch konservative Linie, einschließlich einer drastischen Reduzierung der öffentlichen Ausgaben.

## Privatleben
Er war zunächst mit Ana Belén Sánchez verheiratet, die selbst Kandidatin der PP bei den Kommunalwahlen in Llodio und Zuia war; sie hatten zwei Kinder. Sie ließen sich später scheiden. Im Juni 2018 heiratete er die spanische Bloggerin und Influencerin Lidia Bedman-Lapeña. Mit Bedman hat er zwei Kinder. Abascal ist langjähriges Mitglied der Spanischen Ornithologischen Gesellschaft (Naturschutzorganisation). Zugleich ist er Anhänger des Stierkampfs.
Er ist Mitglied des ultrakonservativen Vereins HazteOir (HO) und erhielt 2012 den HO Award. Aufgrund wiederholter Todesdrohungen für seine politischen Ansichten und seine Arbeit besitzt Abascal eine Waffenlizenz zum Tragen und zur Selbstverteidigung mit einer Schusswaffe. Genauer gesagt handelt es sich um die Lizenzart B, die Zivilisten erteilt wird, die nachweislich einem realen und hohen Risiko eines Angriffs ausgesetzt sind. Unter den strengen spanischen Waffengesetzen sind solche Lizenzen selten, da nur etwa 0,02 % der Bevölkerung sie besitzen.

## Veröffentlichungen
- Secesión y exclusión en el País Vasco, Vitoria, 2004, ISBN 978-84-85631-97-1
- ¿Derecho de autodeterminación? Sobre el pretendido derecho de secesión del «Pueblo Vasco», Madrid, 2004, ISBN 978-84-259-1263-4
- La farsa de la autodeterminación. El plan Ibarretxe: al asalto del País Vasco y España, Barcelona, 2005, ISBN 978-84-89779-64-8
- (zusammen mit Gustavo Bueno Sánchez) En defensa de España. Razones para el patriotismo español, Madrid, 2008, ISBN 978-84-7490-943-2
- (zusammen mit Gonzalo Altozano) No me rindo : sin miedo contra ETA y frente a la cobardía política, Madrid, 2014, ISBN 978-84-9060-132-7
- (zusammen mit Kiko Méndez-Monasterio) Hay un camino a la derecha, Madrid, 2015, ISBN 978-84-16541-13-3